# Carlos Armando Biebrich
Carlos Armando Biebrich Torres (Sahuaripa, Sonora, 19 de noviembre de 1939-Hermosillo, Sonora, 14 de enero de 2021) fue un político mexicano de ascendencia alemana, miembro del Partido Revolucionario Institucional, fue gobernador de Sonora de 1973 a 1975.

## Biografía
Se inició en las actividades políticas muy joven, fue diputado federal a la XLVII Legislatura de 1967 a 1970 y tuvo un gran despegue durante el gobierno de Luis Echeverría Álvarez, cuando con menos de 30 años de edad fue designado subsecretario de Gobernación, se le auguraba un prometedor futuro político, sobre todo por su cercanía con Echeverría. Este incluso promovió una modificación constitucional que rebajó la edad mínima legal para ser elegido gobernador de un estado y le permitió ser postulado y elegido gobernador de Sonora en 1973.
Sin embargo durante su gobierno en Sonora varios problemas internos que lo enfrentaron con el gobierno de la República eclipsaron su carrera política, llegaron a su culmen en octubre de 1975, cuando un grupo de campesinos que reclamaban el reparto de tierras invadieron un terreno privado ubicado en el block 717 del Valle del Yaqui, una de las zonas agrícolas más ricas del país, el 19 de octubre de 1975. Biebrich supuestamente ordenó su desalojo por la fuerza a la policía del estado, que se saldó el día 23 del mes citado con siete muertos de parte de los campesinos; ante el escándalo tuvo que renunciar a la gubernatura el día 25, y fue enjuiciado y exonerado de todo cargo. Tiempo después, el presidente Luis Echeverría, en los últimos días de su sexenio, el 19 de noviembre de 1976, mediante decreto publicado en el Diario Oficial de la Federación, expropió 37 666 hectáreas de riego y 61 655 hectáreas de agostadero, y las entregó a los campesinos.
Después de estar retirado de la política por mucho tiempo, Biebrich volvió a la actividad en 2002 como parte del Comité Ejecutivo Nacional del PRI presidido por Roberto Madrazo Pintado y en 2006 fue elegido diputado federal, siendo el legislador que con mayor antigüedad había sido elegido diputado y por tanto fue presidente de la Mesa de Decanos.
Finalmente fue diputado representante del Poder Legislativo ante el Instituto Nacional Electoral (INE).
Falleció el 14 de enero de 2021 por COVID-19.